# Parmigianino
Parmigianino, také Parmigiano, vlastním jménem Girolamo Francesco Maria Mazzola (11. ledna 1503 Parma – 24. srpna 1540 Casalmaggiore), byl přední italský manýristický malíř a rytec. Ve svém díle vycházel především z Correggia a Michelangela, později byl přirovnáván k Raffaelovi. Působil v Parmě, Florencii, Římě a Bologni. Ve svých převážně náboženských obrazech se zaměřoval na figuru, kterou zobrazoval v protáhlých proporcích a spirálovitém pohybu s propracovanými detaily šatů, např. Vidění svatého Jeronýma (1527) a Madona s dlouhým krkem (1534).

## Galerie

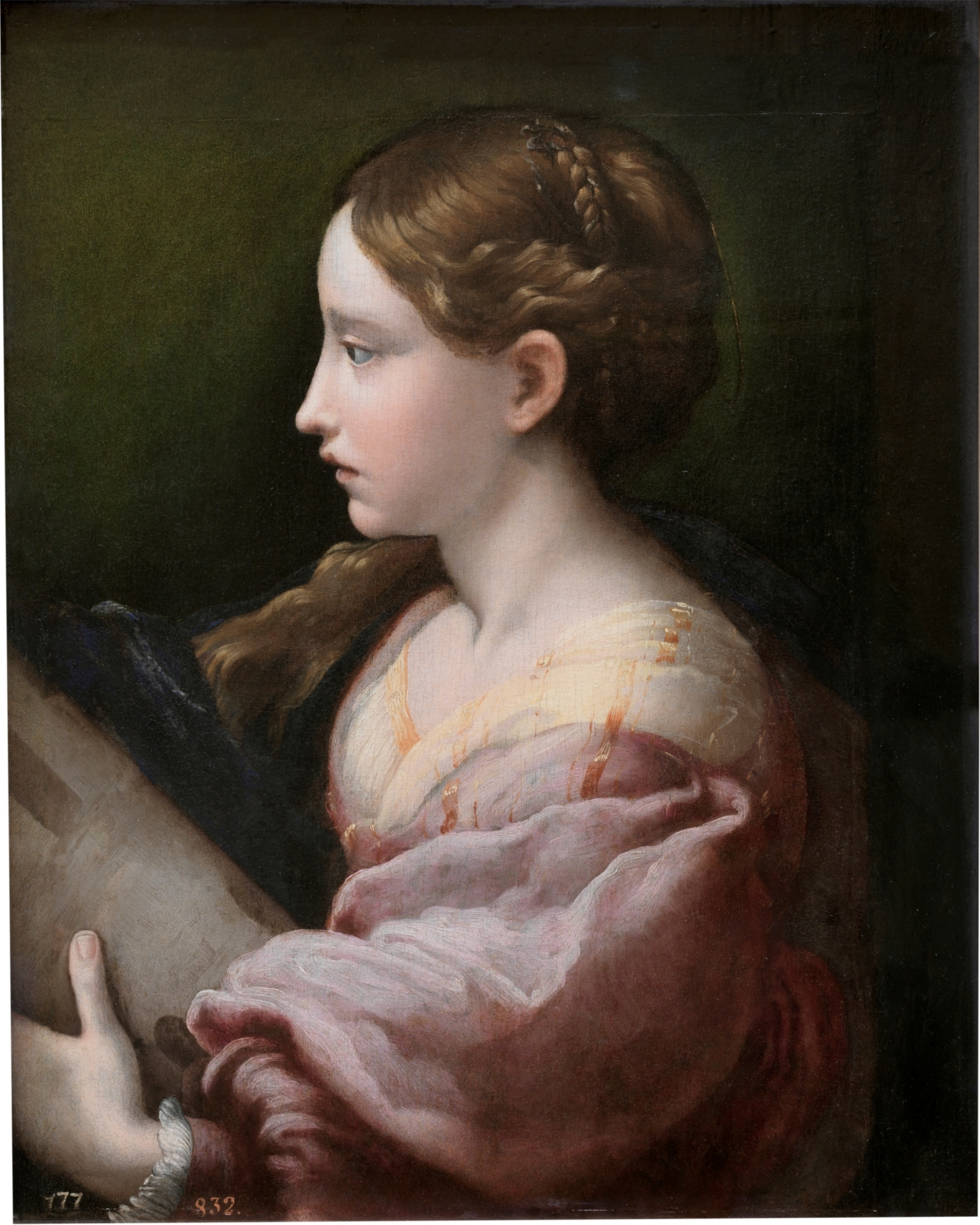
Svatá Barbora, cca 1522, Museo del Prado
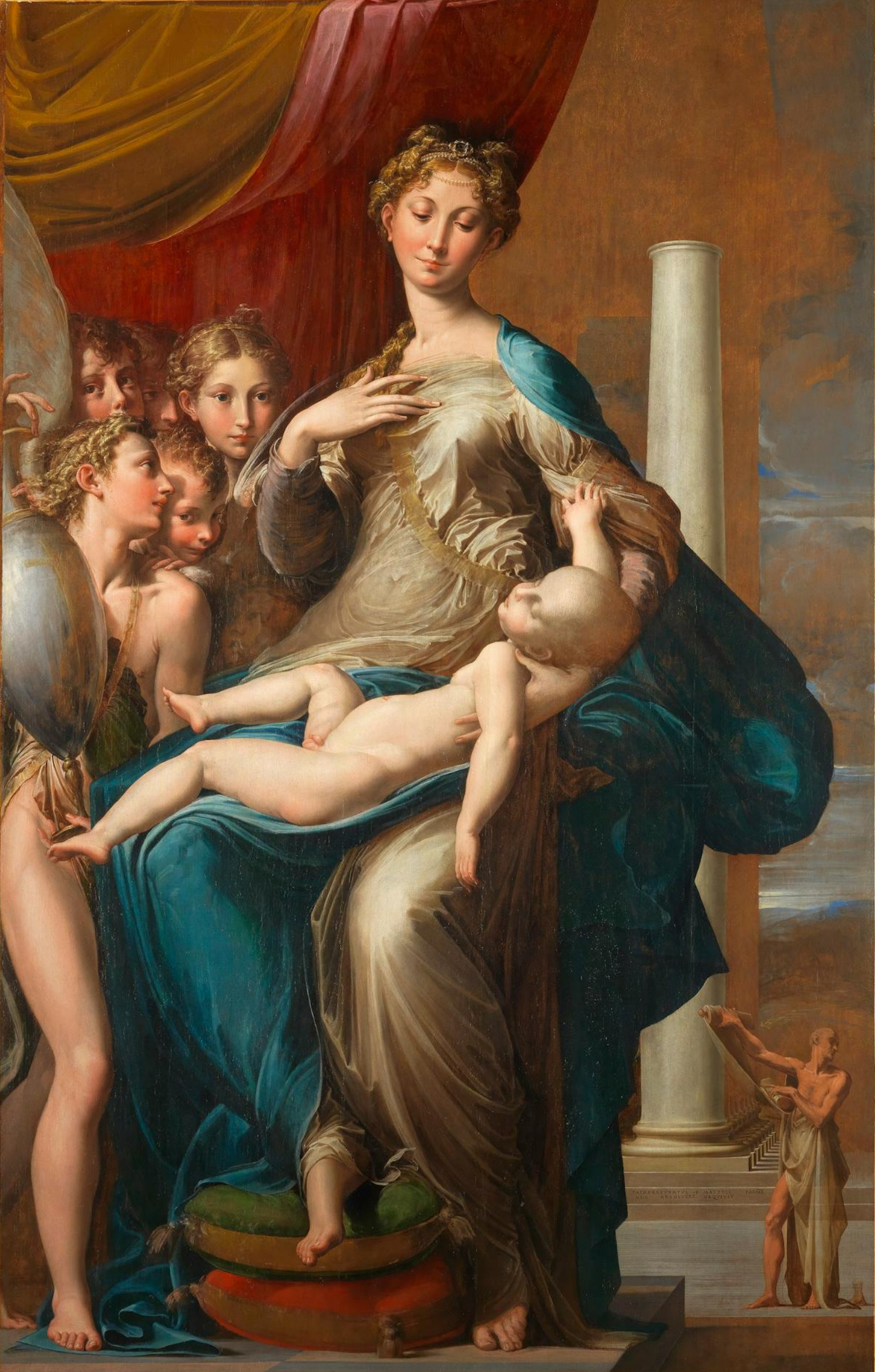
Madona s dlouhým krkem, 1534, Galleria degli Uffizi
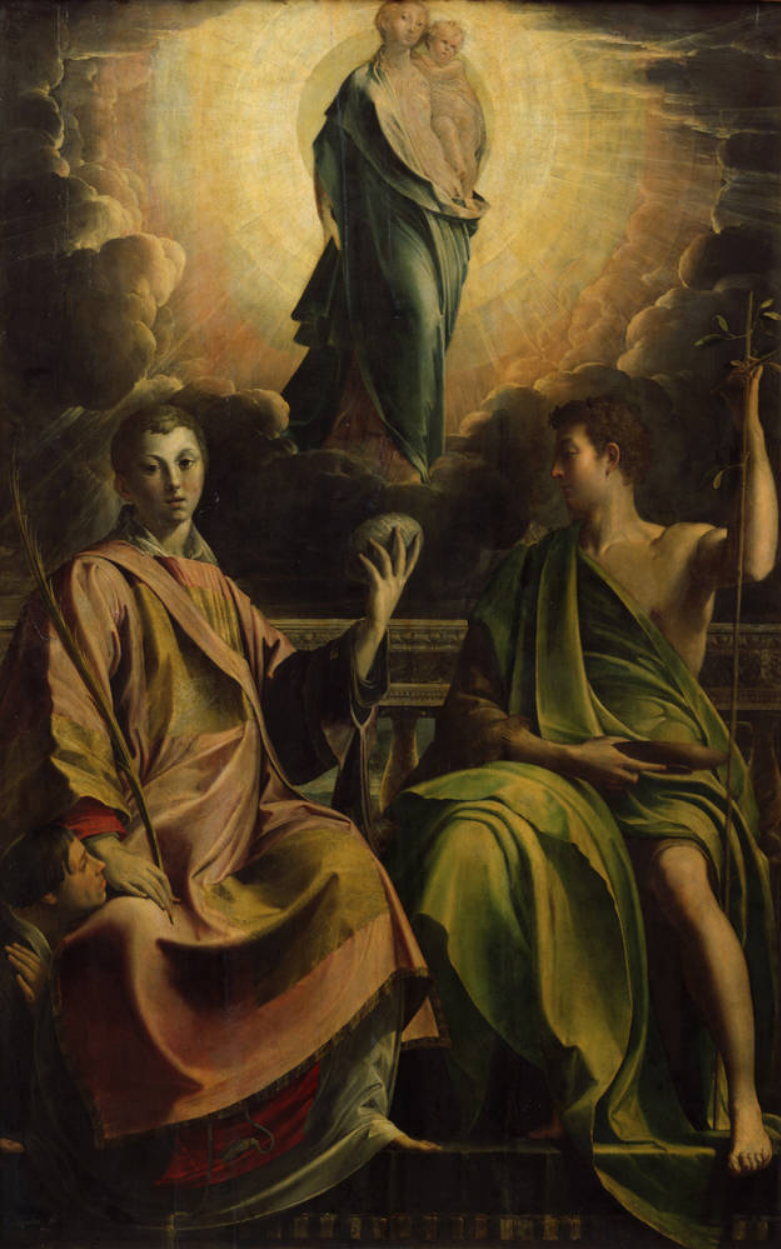
Madona s dítětem, svatý Štěpán a svatý Jan Křtitel, 1540, Gemäldegalerie Alte Meister
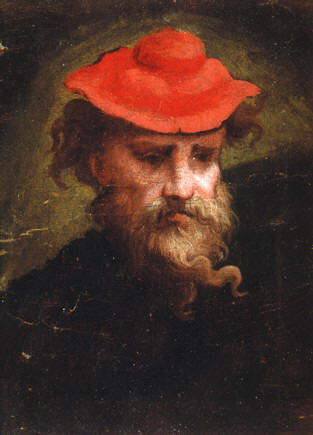
Autoritratto con berretto rosso, 1540